# Cau Hou-van
Cau Hou-van, (kínaiul: 周浩雲, jűtphing: Zau Hou Wan, népszerű latin betűs átírás: Chow Ho-wan; 1982. április 15. –) kínai motorversenyző, legutóbb a MotoGP 250 köbcentiméteres géposztályában versenyzett.
A sorozatban 2005-ben mutatkozott be szabadkártyásként. Egészen 2008-ig egy-egy versenyen indult, 2009-ben azonban a kínai nagydíj versenynaptárból való kikerülésével nem vett részt több futamon.
Eddigi négy versenyén egyetlen pontot sem szerzett.